# Erateina dilectaria
Erateina dilectaria är en fjärilsart som beskrevs av Paul Dognin 1900. Erateina dilectaria ingår i släktet Erateina och familjen mätare. Inga underarter finns listade i Catalogue of Life.